# Bryophaenocladius rotundilobus
Bryophaenocladius rotundilobus är en tvåvingeart som beskrevs av Caspers och Reiss 1989. Bryophaenocladius rotundilobus ingår i släktet Bryophaenocladius och familjen fjädermyggor.
Artens utbredningsområde är Turkiet. Inga underarter finns listade i Catalogue of Life.